# Senser (Band)
Senser ist eine 1989 in London gegründete Crossover-Band.

## Bandgeschichte
Gründungsmitglieder waren Nick Michaelson (Gitarre), Heitham Al-Sayed (Gesang), Kerstin Haigh (Gesang), John Morgan (Schlagzeug), James Barrett (Bass) und Alan „Haggis“ Haggerty (Engineer, Producer und Programmierer). 1992 trat der DJ Andy Clinton der Band bei. Mit ihrer Mischung aus Hard Rock, Hip-Hop mit Psychedelia- und Electronica-Einflüssen, die oft als Rap Rock bezeichnet wird, gehörten sie zur Crossover-Welle Mitte der 90er.
Ihren Durchbruch hatten sie mit ihrem Auftritt beim Glastonbury Festival 1992, der ihnen zu positiver Presse und zu einem Plattenvertrag verhalf. Ihre Debütsingle Eject wurde auf Anhieb ein Nummer-eins-Hit in den Indie-Charts. Mit den Nachfolgesingles The Key und Switch schafften sie es in die offiziellen UK-Charts. Das Debütalbum Stacked Up stieg sogar auf Platz 4 ein.
Von 1993 bis 1995 war die vielköpfige Band fast ständig auf Tour, zweimal in Europa und danach als Support für Moby in den USA. In dieser Zeit wuchsen die internen Spannungen so sehr, dass sich im August 1995 drei Mitglieder verabschiedeten. Ohne Morgan, Al-Sayed und Haggis machten Senser weiter und nach einer weiteren Tour produzierten sie ein weiteres Album mit dem Titel Asylum. Noch vor der Veröffentlichung unternahmen sie einen Ausflug in das Genre Drum and Bass unter dem Namen De:Senser. Weder das Projekt noch das zweite Crossover-Album hinterließ großen Eindruck.
Daraufhin löste sich die Band Anfang 1999 auf. Erst einige Jahre später fanden die Mitglieder wieder zusammen, als ihr Plattenlabel wegen einer Best-of-CD anfragte. Daraufhin gingen alle ursprünglichen Mitglieder, auch die drei, die sich zwischenzeitlich erfolglos unter dem Namen Lodestar versucht hatten, gemeinsam ins Aufnahmestudio und produzierten ein neues Album mit dem Titel Schematic, das direkt an das Debüt Stacked Up anknüpfte. Auch das nächste Studioalbum How to Do Battle (2009) setzte den bekannten Stil fort, mit ihrer 90er-Jahre-Musik konnten sie aber keine weiteren Erfolge erringen.
Senser sind bekannt für ihre großteils politischen Texte und ihr Eintreten gegen Rassismus.

## Diskografie
Alben
- 1994: Stacked Up
- 1998: Asylum
- 2004: Schematic
- 2009: How to Do Battle
- 2013: To The Capsules

Singles
- 1993: Eject
- 1993: The Key
- 1994: Switch
- 1994: Age of Panic
- 1996: Charming Demons
- 1998: Breed
- 1998: Adrenalin
- 2004: Bulletproof / Crucible
- 2004: Resistance Now